# الضيعة (حارة)

تعديل مصدري - تعديل

الضيعة إحدى حارات مدينة الرضائي بمحافظة إب، بلغ تعداد سكانها 208 نسمة حسب تعداد اليمن لعام 2004.